# Karol Urbanowicz
Karol Urbanowicz (ur. 24 lutego 2001 w Gdańsku) – polski siatkarz grający na pozycji środkowego.
Waży 89 kg. Jego zasięg w ataku wynosi 360 cm.
Ma starszego brata Szymona i starszą o 5 lat siostrę Katarzynę, która jest siatkarką. Gra na pozycji środkowej. Jego wujek od strony ojca, Leszek Urbanowicz, w przeszłości był siatkarzem – w latach 80. i 90. rozegrał aż 252 meczów w reprezentacji Polski. Również jego bratanek Jakub Urbanowicz i kuzyn Mateusz Urbanowicz są siatkarzami.
Pochodzi ze sportowej rodziny, w której siatkówka była obecna od zawsze. Pierwsze kroki stawiał jednak w tańcu towarzyskim. Później uprawiał piłkę nożną i lekkoatletykę w Lechii Gdańsk, a w szkole trenował pływanie. W gimnazjum był graczem szkółki "Suchanik" Gdańsk. Następnie został absolwentem SMS-u PZPS Spała. W czasie gry w szkole w Spale występował jako przyjmujący. Kilka razy w trakcie kariery młodzieżowej zmieniał swoją pozycję, lecz za namową Edwarda Pawluna trenera juniorskiego klubu Trefl Gdańsk na stale zmienił pozycję z przyjmującego na środkowego.
W 2022 roku podczas Gali 20-lecia Polskiej Ligi Siatkówki został Odkryciem sezonu 2021/2022 PlusLigi.
W połowie kwietnia 2022 został powołany do reprezentacji Polski.

## Sukcesy klubowe

### młodzieżowe
Mistrzostwa Polski kadetów:
- 2017, 2018

Mistrzostwa Polski juniorów:
- 2019[6]
- 2020

## Sukcesy reprezentacyjne
Mistrzostwa Europy Wschodniej EEVZA U-17:
- 2018
- 2017

Mistrzostwa Europy Juniorów:
- 7. miejsce 2020

Mistrzostwa Świata Juniorów:
- 2021[8]

Mistrzostwa Europy U-22:
- 2022[9]

Liga Narodów:
- 2023[10]
- 2022[11]

## Nagrody indywidualne
- 2020: Najlepszy środkowy Mistrzostw Polski juniorów
- 2021: Najlepszy środkowy Mistrzostw Świata Juniorów[12]
- 2022: Najlepszy środkowy Mistrzostw Europy U-22[13]

## Statystyki zawodnika
Stan na dzień 19.04.2022

### PlusLiga 2019-2022
| 41 | 110 | 181 | 339 | 78 | 20 | 43 | 2 | 62% | 16% | 208 | 6 | 12 | 114 | 55% | 47 | 2 |

#### PlusLiga (2021/2022)[14]
| Statystyki zawodnika | Statystyki zawodnika | Statystyki zawodnika               | Statystyki zawodnika | Statystyki zawodnika | Statystyki zawodnika | Statystyki zawodnika | Statystyki zawodnika | Statystyki zawodnika | Statystyki zawodnika | Statystyki zawodnika | Statystyki zawodnika | Statystyki zawodnika | Statystyki zawodnika | Statystyki zawodnika | Statystyki zawodnika | Statystyki zawodnika | Statystyki zawodnika | Statystyki zawodnika |
| Rozegrane mecze      | Rozegrane mecze      | Rozegrane mecze                    | Roz. sety            | PUNKTY               | ZAGRYWKA             | ZAGRYWKA             | ZAGRYWKA             | PRZYJĘCIE            | PRZYJĘCIE            | PRZYJĘCIE            | PRZYJĘCIE            | ATAK                 | ATAK                 | ATAK                 | ATAK                 | ATAK                 | BLOK                 | MVP                  |
| Kolejka              | Wynik                | Przeciwnik                         | Roz. sety            | Suma                 | Suma                 | SP                   | ZP                   | Suma                 | SP                   | %dokł                | %perf                | Suma                 | SP                   | AZ                   | ZPA                  | %perf                | ZP                   | NZM                  |
| -------------------- | -------------------- | ---------------------------------- | -------------------- | -------------------- | -------------------- | -------------------- | -------------------- | -------------------- | -------------------- | -------------------- | -------------------- | -------------------- | -------------------- | -------------------- | -------------------- | -------------------- | -------------------- | -------------------- |
| 1.                   | 2:3                  | GKS Katowice                       | Nie grał             | Nie grał             | Nie grał             | Nie grał             | Nie grał             | Nie grał             | Nie grał             | Nie grał             | Nie grał             | Nie grał             | Nie grał             | Nie grał             | Nie grał             | Nie grał             | Nie grał             | Nie grał             |
| 2.                   | 1:3                  | Aluron CMC Warta Zawiercie         | 2                    | 0                    | 4                    | 0                    | 0                    | 1                    | 0                    | 0%                   | 0%                   | 2                    | 0                    | 1                    | 0                    | 0%                   | 0                    |                      |
| 3.                   | 3:0                  | Cuprum Lubin                       | Nie grał             | Nie grał             | Nie grał             | Nie grał             | Nie grał             | Nie grał             | Nie grał             | Nie grał             | Nie grał             | Nie grał             | Nie grał             | Nie grał             | Nie grał             | Nie grał             | Nie grał             | Nie grał             |
| 4.                   | 1:3                  | Cerrad Enea Czarni Radom           | 2                    | 4                    | 8                    | 1                    | 1                    | 0                    | 0                    | –                    | –                    | 3                    | 0                    | 0                    | 1                    | 33%                  | 2                    |                      |
| 5.                   | 3:0                  | Stal Nysa                          | Nie grał             | Nie grał             | Nie grał             | Nie grał             | Nie grał             | Nie grał             | Nie grał             | Nie grał             | Nie grał             | Nie grał             | Nie grał             | Nie grał             | Nie grał             | Nie grał             | Nie grał             | Nie grał             |
| 6.                   | 0:3                  | Jastrzębski Węgiel                 | 1                    | 0                    | 2                    | 0                    | 0                    | 0                    | 0                    | –                    | –                    | 0                    | 0                    | 0                    | 0                    | 0%                   | 0                    |                      |
| 7.                   | 0:3                  | Grupa Azoty ZAKSA Kędzierzyn-Koźle | 2                    | 1                    | 3                    | 1                    | 0                    | 0                    | 0                    | –                    | –                    | 3                    | 0                    | 0                    | 1                    | 33%                  | 0                    |                      |
| 8.                   | 0:3                  | Projekt Warszawa                   | 3                    | 5                    | 6                    | 3                    | 0                    | 0                    | 0                    | –                    | –                    | 5                    | 0                    | 0                    | 2                    | 40%                  | 3                    |                      |
| 9.                   | 0:3                  | PGE Skra Bełchatów                 | 2                    | 0                    | 4                    | 1                    | 0                    | 1                    | 0                    | 0%                   | 0%                   | 3                    | 0                    | 2                    | 0                    | 0%                   | 0                    |                      |
| 10.                  | 3:0                  | Asseco Resovia Rzeszów             | Nie grał             | Nie grał             | Nie grał             | Nie grał             | Nie grał             | Nie grał             | Nie grał             | Nie grał             | Nie grał             | Nie grał             | Nie grał             | Nie grał             | Nie grał             | Nie grał             | Nie grał             | Nie grał             |
| 11.                  | 3:0                  | LUK Lublin                         | Nie grał             | Nie grał             | Nie grał             | Nie grał             | Nie grał             | Nie grał             | Nie grał             | Nie grał             | Nie grał             | Nie grał             | Nie grał             | Nie grał             | Nie grał             | Nie grał             | Nie grał             | Nie grał             |
| 12.                  | 1:3                  | Ślepsk Malow Suwałki               | Nie grał             | Nie grał             | Nie grał             | Nie grał             | Nie grał             | Nie grał             | Nie grał             | Nie grał             | Nie grał             | Nie grał             | Nie grał             | Nie grał             | Nie grał             | Nie grał             | Nie grał             | Nie grał             |
| 13.                  | 1:3                  | Indykpol AZS Olsztyn               | 4                    | 10                   | 15                   | 1                    | 4                    | 2                    | 0                    | 100%                 | 100%                 | 9                    | 0                    | 0                    | 6                    | 67%                  | 0                    |                      |
| 14.                  | 1:3                  | GKS Katowice                       | 2                    | 3                    | 4                    | 1                    | 0                    | 0                    | 0                    | –                    | –                    | 5                    | 0                    | 0                    | 3                    | 60%                  | 0                    |                      |
| 15.                  | 0:3                  | Aluron CMC Warta Zawiercie         | Nie grał             | Nie grał             | Nie grał             | Nie grał             | Nie grał             | Nie grał             | Nie grał             | Nie grał             | Nie grał             | Nie grał             | Nie grał             | Nie grał             | Nie grał             | Nie grał             | Nie grał             | Nie grał             |
| 16.                  | 1:3                  | Cuprum Lubin                       | 4                    | 10                   | 19                   | 2                    | 1                    | 3                    | 0                    | 33%                  | 33%                  | 8                    | 0                    | 0                    | 7                    | 87%                  | 2                    |                      |
| 17.                  | 3:0                  | Cerrad Enea Czarni Radom           | 3                    | 10                   | 12                   | 2                    | 3                    | 2                    | 0                    | 50%                  | 0%                   | 6                    | 0                    | 1                    | 4                    | 67%                  | 3                    |                      |
| 18.                  | 3:0                  | Stal Nysa                          | 3                    | 9                    | 16                   | 3                    | 4                    | 2                    | 0                    | 0%                   | 0%                   | 5                    | 0                    | 0                    | 3                    | 60%                  | 2                    |                      |
| 19.                  | 2:3                  | Jastrzębski Węgiel                 | 2                    | 1                    | 7                    | 2                    | 0                    | 2                    | 0                    | 50%                  | 0%                   | 1                    | 0                    | 0                    | 1                    | 100%                 | 0                    |                      |
| 20.                  | 3:2                  | Grupa Azoty ZAKSA Kędzierzyn-Koźle | 3                    | 4                    | 5                    | 1                    | 0                    | 0                    | 0                    | -                    | -                    | 6                    | 0                    | 0                    | 4                    | 67%                  | 0                    |                      |
| 21.                  | 3:0                  | Projekt Warszawa                   | 3                    | 6                    | 14                   | 4                    | 0                    | 0                    | 0                    | –                    | –                    | 4                    | 0                    | 0                    | 4                    | 100%                 | 2                    |                      |
| 22.                  | 2:3                  | PGE Skra Bełchatów                 | 5                    | 4                    | 15                   | 4                    | 0                    | 3                    | 0                    | 67%                  | 67%                  | 11                   | 0                    | 1                    | 2                    | 18%                  | 2                    |                      |
| 23.                  | 3:2                  | Asseco Resovia Rzeszów             | 5                    | 7                    | 24                   | 7                    | 2                    | 2                    | 1                    | 50%                  | 0%                   | 7                    | 0                    | 0                    | 4                    | 57%                  | 1                    |                      |
| 24.                  | 3:1                  | LUK Lublin                         | 4                    | 9                    | 13                   | 3                    | 0                    | 1                    | 0                    | 0%                   | 0%                   | 9                    | 1                    | 1                    | 6                    | 67%                  | 3                    |                      |
| 25.                  | 3:2                  | Ślepsk Malow Suwałki               | 4                    | 5                    | 8                    | 2                    | 0                    | 0                    | 0                    | -                    | -                    | 7                    | 0                    | 1                    | 3                    | 43%                  | 2                    |                      |
| 26.                  | 3:0                  | Indykpol AZS Olsztyn               | Nie grał             | Nie grał             | Nie grał             | Nie grał             | Nie grał             | Nie grał             | Nie grał             | Nie grał             | Nie grał             | Nie grał             | Nie grał             | Nie grał             | Nie grał             | Nie grał             | Nie grał             | Nie grał             |
| Ćwierćfinał          | 3:2                  | Jastrzębski Węgiel                 | Nie grał             | Nie grał             | Nie grał             | Nie grał             | Nie grał             | Nie grał             | Nie grał             | Nie grał             | Nie grał             | Nie grał             | Nie grał             | Nie grał             | Nie grał             | Nie grał             | Nie grał             | Nie grał             |
| Ćwierćfinał          | 0:3                  | Jastrzębski Węgiel                 | 1                    | 0                    | 1                    | 1                    | 0                    | 0                    | 0                    | -                    | -                    | 1                    | 0                    | 0                    | 0                    | 0%                   | 0                    |                      |
| Razem                | Razem                | 19                                 | 55                   | 88                   | 180                  | 39                   | 15                   | 20                   | 1                    | 50%                  | 28%                  | 95                   | 1                    | 7                    | 51                   | 54%                  | 22                   | 2                    |

#### PlusLiga (2020/2021)[15]
| Statystyki zawodnika | Statystyki zawodnika | Statystyki zawodnika               | Statystyki zawodnika | Statystyki zawodnika | Statystyki zawodnika | Statystyki zawodnika | Statystyki zawodnika | Statystyki zawodnika | Statystyki zawodnika | Statystyki zawodnika | Statystyki zawodnika | Statystyki zawodnika | Statystyki zawodnika | Statystyki zawodnika | Statystyki zawodnika | Statystyki zawodnika | Statystyki zawodnika | Statystyki zawodnika |
| Rozegrane mecze      | Rozegrane mecze      | Rozegrane mecze                    | Roz. sety            | PUNKTY               | ZAGRYWKA             | ZAGRYWKA             | ZAGRYWKA             | PRZYJĘCIE            | PRZYJĘCIE            | PRZYJĘCIE            | PRZYJĘCIE            | ATAK                 | ATAK                 | ATAK                 | ATAK                 | ATAK                 | BLOK                 | MVP                  |
| Kolejka/Runda        | Wynik                | Przeciwnik                         | Roz. sety            | Suma                 | Suma                 | SP                   | ZP                   | Suma                 | SP                   | %dokł                | %perf                | Suma                 | SP                   | AZ                   | ZPA                  | %perf                | ZP                   | NZM                  |
| -------------------- | -------------------- | ---------------------------------- | -------------------- | -------------------- | -------------------- | -------------------- | -------------------- | -------------------- | -------------------- | -------------------- | -------------------- | -------------------- | -------------------- | -------------------- | -------------------- | -------------------- | -------------------- | -------------------- |
| 1.                   | 2:3                  | Asseco Resovia Rzeszów             | 2                    | 1                    | 6                    | 2                    | 0                    | 0                    | 0                    | –                    | –                    | 2                    | 0                    | 0                    | 1                    | 50%                  | 0                    |                      |
| 2.                   | 3:0                  | Cerrad Enea Czarni Radom           | Nie grał             | Nie grał             | Nie grał             | Nie grał             | Nie grał             | Nie grał             | Nie grał             | Nie grał             | Nie grał             | Nie grał             | Nie grał             | Nie grał             | Nie grał             | Nie grał             | Nie grał             | Nie grał             |
| 3.                   | 3:1                  | Cuprum Lubin                       | Nie grał             | Nie grał             | Nie grał             | Nie grał             | Nie grał             | Nie grał             | Nie grał             | Nie grał             | Nie grał             | Nie grał             | Nie grał             | Nie grał             | Nie grał             | Nie grał             | Nie grał             | Nie grał             |
| 4.                   | 3:2                  | MKS Będzin                         | Nie grał             | Nie grał             | Nie grał             | Nie grał             | Nie grał             | Nie grał             | Nie grał             | Nie grał             | Nie grał             | Nie grał             | Nie grał             | Nie grał             | Nie grał             | Nie grał             | Nie grał             | Nie grał             |
| 5.                   | 0:3                  | Grupa Azoty ZAKSA Kędzierzyn-Koźle | Nie grał             | Nie grał             | Nie grał             | Nie grał             | Nie grał             | Nie grał             | Nie grał             | Nie grał             | Nie grał             | Nie grał             | Nie grał             | Nie grał             | Nie grał             | Nie grał             | Nie grał             | Nie grał             |
| 6.                   | 3:1                  | Verva Warszawa Orlen Paliwa        | Nie grał             | Nie grał             | Nie grał             | Nie grał             | Nie grał             | Nie grał             | Nie grał             | Nie grał             | Nie grał             | Nie grał             | Nie grał             | Nie grał             | Nie grał             | Nie grał             | Nie grał             | Nie grał             |
| 7.                   | 1:3                  | PGE Skra Bełchatów                 | 4                    | 12                   | 16                   | 4                    | 1                    | 3                    | 1                    | 67%                  | 33%                  | 11                   | 0                    | 0                    | 7                    | 64%                  | 4                    |                      |
| 8.                   | 0:3                  | Jastrzębski Węgiel                 | Nie grał             | Nie grał             | Nie grał             | Nie grał             | Nie grał             | Nie grał             | Nie grał             | Nie grał             | Nie grał             | Nie grał             | Nie grał             | Nie grał             | Nie grał             | Nie grał             | Nie grał             | Nie grał             |
| 9.                   | 3:0                  | Stal Nysa                          | 3                    | 7                    | 9                    | 1                    | 0                    | 1                    | 0                    | 0%                   | 0%                   | 6                    | 0                    | 0                    | 5                    | 83%                  | 2                    |                      |
| 10.                  | 3:1                  | Indykpol AZS Olsztyn               | 4                    | 6                    | 15                   | 3                    | 0                    | 3                    | 0                    | 33%                  | 33%                  | 8                    | 0                    | 1                    | 4                    | 50%                  | 2                    |                      |
| 11.                  | 2:3                  | GKS Katowice                       | Nie grał             | Nie grał             | Nie grał             | Nie grał             | Nie grał             | Nie grał             | Nie grał             | Nie grał             | Nie grał             | Nie grał             | Nie grał             | Nie grał             | Nie grał             | Nie grał             | Nie grał             | Nie grał             |
| 12.                  | 3:0                  | Ślepsk Malow Suwałki               | Nie grał             | Nie grał             | Nie grał             | Nie grał             | Nie grał             | Nie grał             | Nie grał             | Nie grał             | Nie grał             | Nie grał             | Nie grał             | Nie grał             | Nie grał             | Nie grał             | Nie grał             | Nie grał             |
| 13.                  | 3:0                  | Aluron CMC Warta Zawiercie         | Nie grał             | Nie grał             | Nie grał             | Nie grał             | Nie grał             | Nie grał             | Nie grał             | Nie grał             | Nie grał             | Nie grał             | Nie grał             | Nie grał             | Nie grał             | Nie grał             | Nie grał             | Nie grał             |
| 14.                  | 3:0                  | Asseco Resovia Rzeszów             | Nie grał             | Nie grał             | Nie grał             | Nie grał             | Nie grał             | Nie grał             | Nie grał             | Nie grał             | Nie grał             | Nie grał             | Nie grał             | Nie grał             | Nie grał             | Nie grał             | Nie grał             | Nie grał             |
| 15.                  | 3:1                  | Cerrad Enea Czarni Radom           | 2                    | 1                    | 2                    | 1                    | 0                    | 0                    | 0                    | –                    | –                    | 1                    | 0                    | 0                    | 1                    | 100%                 | 0                    |                      |
| 16.                  | 3:2                  | Cuprum Lubin                       | 1                    | 0                    | 1                    | 1                    | 0                    | 0                    | 0                    | –                    | –                    | 0                    | 0                    | 0                    | 0                    | 0%                   | 0                    |                      |
| 17.                  | 3:0                  | MKS Będzin                         | Nie grał             | Nie grał             | Nie grał             | Nie grał             | Nie grał             | Nie grał             | Nie grał             | Nie grał             | Nie grał             | Nie grał             | Nie grał             | Nie grał             | Nie grał             | Nie grał             | Nie grał             | Nie grał             |
| 18.                  | 0:3                  | Grupa Azoty ZAKSA Kędzierzyn-Koźle | Nie grał             | Nie grał             | Nie grał             | Nie grał             | Nie grał             | Nie grał             | Nie grał             | Nie grał             | Nie grał             | Nie grał             | Nie grał             | Nie grał             | Nie grał             | Nie grał             | Nie grał             | Nie grał             |
| 19.                  | 3:2                  | Verva Warszawa Orlen Paliwa        | 1                    | 0                    | 1                    | 0                    | 0                    | 0                    | 0                    | –                    | –                    | 1                    | 0                    | 0                    | 0                    | 0%                   | 0                    |                      |
| 20.                  | 3:1                  | PGE Skra Bełchatów                 | Nie grał             | Nie grał             | Nie grał             | Nie grał             | Nie grał             | Nie grał             | Nie grał             | Nie grał             | Nie grał             | Nie grał             | Nie grał             | Nie grał             | Nie grał             | Nie grał             | Nie grał             | Nie grał             |
| 21.                  | 1:3                  | Jastrzębski Węgiel                 | 1                    | 1                    | 2                    | 2                    | 0                    | 0                    | 0                    | –                    | –                    | 4                    | 0                    | 1                    | 1                    | 25%                  | 0                    |                      |
| 22.                  | 3:0                  | Stal Nysa                          | Nie grał             | Nie grał             | Nie grał             | Nie grał             | Nie grał             | Nie grał             | Nie grał             | Nie grał             | Nie grał             | Nie grał             | Nie grał             | Nie grał             | Nie grał             | Nie grał             | Nie grał             | Nie grał             |
| 23.                  | 0:3                  | Indykpol AZS Olsztyn               | 3                    | 3                    | 8                    | 2                    | 0                    | 0                    | 0                    | –                    | –                    | 5                    | 0                    | 0                    | 1                    | 20%                  | 2                    |                      |
| 24.                  | 3:1                  | GKS Katowice                       | 4                    | 10                   | 15                   | 3                    | 0                    | 4                    | 0                    | 50%                  | 25%                  | 10                   | 0                    | 0                    | 7                    | 70%                  | 3                    |                      |
| 25.                  | 1:3                  | Ślepsk Malow Suwałki               | 4                    | 8                    | 15                   | 4                    | 1                    | 3                    | 0                    | 67%                  | 33%                  | 10                   | 1                    | 0                    | 5                    | 50%                  | 2                    |                      |
| 26.                  | 3:1                  | Aluron CMC Warta Zawiercie         | 4                    | 11                   | 14                   | 1                    | 2                    | 2                    | 0                    | 0%                   | 0%                   | 10                   | 0                    | 0                    | 7                    | 70%                  | 2                    |                      |
| Ćwierćfinał          | 3:1                  | Verva Warszawa Orlen Paliwa        | 4                    | 7                    | 10                   | 2                    | 1                    | 2                    | 0                    | 0%                   | 0%                   | 8                    | 2                    | 0                    | 4                    | 50%                  | 2                    |                      |
| Ćwierćfinał          | 2:3                  | Verva Warszawa Orlen Paliwa        | 2                    | 3                    | 3                    | 2                    | 0                    | 1                    | 0                    | 0%                   | 0%                   | 5                    | 0                    | 0                    | 3                    | 60%                  | 0                    |                      |
| Ćwierćfinał          | 0:3                  | Verva Warszawa Orlen Paliwa        | 1                    | 3                    | 4                    | 1                    | 0                    | 0                    | 0                    | –                    | –                    | 5                    | 1                    | 0                    | 2                    | 40%                  | 1                    |                      |
| Mecz 5. miejsce      | 1:3                  | Asseco Resovia Rzeszów             | 4                    | 7                    | 12                   | 2                    | 0                    | 0                    | 0                    | –                    | –                    | 11                   | 1                    | 2                    | 4                    | 36%                  | 3                    |                      |
| Mecz 5. miejsce      | 0:3                  | Asseco Resovia Rzeszów             | 3                    | 7                    | 15                   | 2                    | 3                    | 0                    | 0                    | 100%                 | 67%                  | 8                    | 0                    | 1                    | 6                    | 75%                  | 1                    |                      |
| Razem                | Razem                | 17                                 | 47                   | 87                   | 148                  | 33                   | 5                    | 22                   | 1                    | 35%                  | 21%                  | 105                  | 5                    | 5                    | 58                   | 55%                  | 24                   | 0                    |

#### PlusLiga (2019/2020)[16]
| Statystyki zawodnika | Statystyki zawodnika | Statystyki zawodnika               | Statystyki zawodnika                                                              | Statystyki zawodnika                                                              | Statystyki zawodnika                                                              | Statystyki zawodnika                                                              | Statystyki zawodnika                                                              | Statystyki zawodnika                                                              | Statystyki zawodnika                                                              | Statystyki zawodnika                                                              | Statystyki zawodnika                                                              | Statystyki zawodnika                                                              | Statystyki zawodnika                                                              | Statystyki zawodnika                                                              | Statystyki zawodnika                                                              | Statystyki zawodnika                                                              | Statystyki zawodnika                                                              | Statystyki zawodnika                                                              |
| Rozegrane mecze      | Rozegrane mecze      | Rozegrane mecze                    | Roz. sety                                                                         | PUNKTY                                                                            | ZAGRYWKA                                                                          | ZAGRYWKA                                                                          | ZAGRYWKA                                                                          | PRZYJĘCIE                                                                         | PRZYJĘCIE                                                                         | PRZYJĘCIE                                                                         | PRZYJĘCIE                                                                         | ATAK                                                                              | ATAK                                                                              | ATAK                                                                              | ATAK                                                                              | ATAK                                                                              | BLOK                                                                              | MVP                                                                               |
| Kolejka              | Wynik                | Przeciwnik                         | Roz. sety                                                                         | Suma                                                                              | Suma                                                                              | SP                                                                                | ZP                                                                                | Suma                                                                              | SP                                                                                | %dokł                                                                             | %perf                                                                             | Suma                                                                              | SP                                                                                | AZ                                                                                | ZPA                                                                               | %perf                                                                             | ZP                                                                                | NZM                                                                               |
| -------------------- | -------------------- | ---------------------------------- | --------------------------------------------------------------------------------- | --------------------------------------------------------------------------------- | --------------------------------------------------------------------------------- | --------------------------------------------------------------------------------- | --------------------------------------------------------------------------------- | --------------------------------------------------------------------------------- | --------------------------------------------------------------------------------- | --------------------------------------------------------------------------------- | --------------------------------------------------------------------------------- | --------------------------------------------------------------------------------- | --------------------------------------------------------------------------------- | --------------------------------------------------------------------------------- | --------------------------------------------------------------------------------- | --------------------------------------------------------------------------------- | --------------------------------------------------------------------------------- | --------------------------------------------------------------------------------- |
| 1.                   | 1:3                  | PGE Skra Bełchatów                 | Nie grał                                                                          | Nie grał                                                                          | Nie grał                                                                          | Nie grał                                                                          | Nie grał                                                                          | Nie grał                                                                          | Nie grał                                                                          | Nie grał                                                                          | Nie grał                                                                          | Nie grał                                                                          | Nie grał                                                                          | Nie grał                                                                          | Nie grał                                                                          | Nie grał                                                                          | Nie grał                                                                          | Nie grał                                                                          |
| 2.                   | 3:1                  | Cerrad Enea Czarni Radom           | Nie grał                                                                          | Nie grał                                                                          | Nie grał                                                                          | Nie grał                                                                          | Nie grał                                                                          | Nie grał                                                                          | Nie grał                                                                          | Nie grał                                                                          | Nie grał                                                                          | Nie grał                                                                          | Nie grał                                                                          | Nie grał                                                                          | Nie grał                                                                          | Nie grał                                                                          | Nie grał                                                                          | Nie grał                                                                          |
| 3.                   | 3:2                  | GKS Katowice                       | Nie grał                                                                          | Nie grał                                                                          | Nie grał                                                                          | Nie grał                                                                          | Nie grał                                                                          | Nie grał                                                                          | Nie grał                                                                          | Nie grał                                                                          | Nie grał                                                                          | Nie grał                                                                          | Nie grał                                                                          | Nie grał                                                                          | Nie grał                                                                          | Nie grał                                                                          | Nie grał                                                                          | Nie grał                                                                          |
| 4.                   | 2:3                  | Ślepsk Malow Suwałki               | Nie grał                                                                          | Nie grał                                                                          | Nie grał                                                                          | Nie grał                                                                          | Nie grał                                                                          | Nie grał                                                                          | Nie grał                                                                          | Nie grał                                                                          | Nie grał                                                                          | Nie grał                                                                          | Nie grał                                                                          | Nie grał                                                                          | Nie grał                                                                          | Nie grał                                                                          | Nie grał                                                                          | Nie grał                                                                          |
| 5.                   | 1:3                  | Indykpol AZS Olsztyn               | 1                                                                                 | 0                                                                                 | 0                                                                                 | 0                                                                                 | 0                                                                                 | 0                                                                                 | 0                                                                                 | -                                                                                 | -                                                                                 | 0                                                                                 | 0                                                                                 | 0                                                                                 | 0                                                                                 | 0%                                                                                | 0                                                                                 |                                                                                   |
| 6.                   | 3:0                  | Cuprum Lubin                       | Nie grał                                                                          | Nie grał                                                                          | Nie grał                                                                          | Nie grał                                                                          | Nie grał                                                                          | Nie grał                                                                          | Nie grał                                                                          | Nie grał                                                                          | Nie grał                                                                          | Nie grał                                                                          | Nie grał                                                                          | Nie grał                                                                          | Nie grał                                                                          | Nie grał                                                                          | Nie grał                                                                          | Nie grał                                                                          |
| 7.                   | 3:2                  | BKS Visła Bydgoszcz                | Nie grał                                                                          | Nie grał                                                                          | Nie grał                                                                          | Nie grał                                                                          | Nie grał                                                                          | Nie grał                                                                          | Nie grał                                                                          | Nie grał                                                                          | Nie grał                                                                          | Nie grał                                                                          | Nie grał                                                                          | Nie grał                                                                          | Nie grał                                                                          | Nie grał                                                                          | Nie grał                                                                          | Nie grał                                                                          |
| 8.                   | 3:1                  | MKS Będzin                         | Nie grał                                                                          | Nie grał                                                                          | Nie grał                                                                          | Nie grał                                                                          | Nie grał                                                                          | Nie grał                                                                          | Nie grał                                                                          | Nie grał                                                                          | Nie grał                                                                          | Nie grał                                                                          | Nie grał                                                                          | Nie grał                                                                          | Nie grał                                                                          | Nie grał                                                                          | Nie grał                                                                          | Nie grał                                                                          |
| 9.                   | 1:3                  | Grupa Azoty ZAKSA Kędzierzyn-Koźle | Nie grał                                                                          | Nie grał                                                                          | Nie grał                                                                          | Nie grał                                                                          | Nie grał                                                                          | Nie grał                                                                          | Nie grał                                                                          | Nie grał                                                                          | Nie grał                                                                          | Nie grał                                                                          | Nie grał                                                                          | Nie grał                                                                          | Nie grał                                                                          | Nie grał                                                                          | Nie grał                                                                          | Nie grał                                                                          |
| 10.                  | 0:3                  | Verva Warszawa Orlen Paliwa        | Nie grał                                                                          | Nie grał                                                                          | Nie grał                                                                          | Nie grał                                                                          | Nie grał                                                                          | Nie grał                                                                          | Nie grał                                                                          | Nie grał                                                                          | Nie grał                                                                          | Nie grał                                                                          | Nie grał                                                                          | Nie grał                                                                          | Nie grał                                                                          | Nie grał                                                                          | Nie grał                                                                          | Nie grał                                                                          |
| 11.                  | 1:3                  | Jastrzębski Węgiel                 | 1                                                                                 | 0                                                                                 | 0                                                                                 | 0                                                                                 | 0                                                                                 | 0                                                                                 | 0                                                                                 | -                                                                                 | -                                                                                 | 1                                                                                 | 0                                                                                 | 0                                                                                 | 0                                                                                 | 0%                                                                                | 0                                                                                 |                                                                                   |
| 12.                  | 3:0                  | Aluron Virtu CMC Zawiercie         | Nie grał                                                                          | Nie grał                                                                          | Nie grał                                                                          | Nie grał                                                                          | Nie grał                                                                          | Nie grał                                                                          | Nie grał                                                                          | Nie grał                                                                          | Nie grał                                                                          | Nie grał                                                                          | Nie grał                                                                          | Nie grał                                                                          | Nie grał                                                                          | Nie grał                                                                          | Nie grał                                                                          | Nie grał                                                                          |
| 13.                  | 3:0                  | Asseco Resovia Rzeszów             | Nie grał                                                                          | Nie grał                                                                          | Nie grał                                                                          | Nie grał                                                                          | Nie grał                                                                          | Nie grał                                                                          | Nie grał                                                                          | Nie grał                                                                          | Nie grał                                                                          | Nie grał                                                                          | Nie grał                                                                          | Nie grał                                                                          | Nie grał                                                                          | Nie grał                                                                          | Nie grał                                                                          | Nie grał                                                                          |
| 14.                  | 0:3                  | PGE Skra Bełchatów                 | Nie grał                                                                          | Nie grał                                                                          | Nie grał                                                                          | Nie grał                                                                          | Nie grał                                                                          | Nie grał                                                                          | Nie grał                                                                          | Nie grał                                                                          | Nie grał                                                                          | Nie grał                                                                          | Nie grał                                                                          | Nie grał                                                                          | Nie grał                                                                          | Nie grał                                                                          | Nie grał                                                                          | Nie grał                                                                          |
| 15.                  | 2:3                  | Cerrad Enea Czarni Radom           | 1                                                                                 | 0                                                                                 | 0                                                                                 | 0                                                                                 | 0                                                                                 | 0                                                                                 | 0                                                                                 | -                                                                                 | -                                                                                 | 0                                                                                 | 0                                                                                 | 0                                                                                 | 0                                                                                 | 0%                                                                                | 0                                                                                 |                                                                                   |
| 16.                  | 2:3                  | GKS Katowice                       | Nie grał                                                                          | Nie grał                                                                          | Nie grał                                                                          | Nie grał                                                                          | Nie grał                                                                          | Nie grał                                                                          | Nie grał                                                                          | Nie grał                                                                          | Nie grał                                                                          | Nie grał                                                                          | Nie grał                                                                          | Nie grał                                                                          | Nie grał                                                                          | Nie grał                                                                          | Nie grał                                                                          | Nie grał                                                                          |
| 17.                  | 0:3                  | Ślepsk Malow Suwałki               | Nie grał                                                                          | Nie grał                                                                          | Nie grał                                                                          | Nie grał                                                                          | Nie grał                                                                          | Nie grał                                                                          | Nie grał                                                                          | Nie grał                                                                          | Nie grał                                                                          | Nie grał                                                                          | Nie grał                                                                          | Nie grał                                                                          | Nie grał                                                                          | Nie grał                                                                          | Nie grał                                                                          | Nie grał                                                                          |
| 18.                  | 3:0                  | Indykpol AZS Olsztyn               | Nie grał                                                                          | Nie grał                                                                          | Nie grał                                                                          | Nie grał                                                                          | Nie grał                                                                          | Nie grał                                                                          | Nie grał                                                                          | Nie grał                                                                          | Nie grał                                                                          | Nie grał                                                                          | Nie grał                                                                          | Nie grał                                                                          | Nie grał                                                                          | Nie grał                                                                          | Nie grał                                                                          | Nie grał                                                                          |
| 19.                  | 3:0                  | Cuprum Lubin                       | 1                                                                                 | 1                                                                                 | 0                                                                                 | 0                                                                                 | 0                                                                                 | 0                                                                                 | 0                                                                                 | -                                                                                 | -                                                                                 | 2                                                                                 | 0                                                                                 | 0                                                                                 | 1                                                                                 | 50%                                                                               | 0                                                                                 |                                                                                   |
| 20.                  | 3:1                  | BKS Visła Bydgoszcz                | Nie grał                                                                          | Nie grał                                                                          | Nie grał                                                                          | Nie grał                                                                          | Nie grał                                                                          | Nie grał                                                                          | Nie grał                                                                          | Nie grał                                                                          | Nie grał                                                                          | Nie grał                                                                          | Nie grał                                                                          | Nie grał                                                                          | Nie grał                                                                          | Nie grał                                                                          | Nie grał                                                                          | Nie grał                                                                          |
| 21.                  | 3:1                  | MKS Będzin                         | Nie grał                                                                          | Nie grał                                                                          | Nie grał                                                                          | Nie grał                                                                          | Nie grał                                                                          | Nie grał                                                                          | Nie grał                                                                          | Nie grał                                                                          | Nie grał                                                                          | Nie grał                                                                          | Nie grał                                                                          | Nie grał                                                                          | Nie grał                                                                          | Nie grał                                                                          | Nie grał                                                                          | Nie grał                                                                          |
| 22.                  | 2:3                  | Grupa Azoty ZAKSA Kędzierzyn-Koźle | 4                                                                                 | 5                                                                                 | 11                                                                                | 6                                                                                 | 0                                                                                 | 1                                                                                 | 0                                                                                 | 100%                                                                              | 0%                                                                                | 5                                                                                 | 0                                                                                 | 0                                                                                 | 4                                                                                 | 80%                                                                               | 1                                                                                 |                                                                                   |
| 23.                  | 3:0                  | Verva Warszawa Orlen Paliwa        | Nie grał                                                                          | Nie grał                                                                          | Nie grał                                                                          | Nie grał                                                                          | Nie grał                                                                          | Nie grał                                                                          | Nie grał                                                                          | Nie grał                                                                          | Nie grał                                                                          | Nie grał                                                                          | Nie grał                                                                          | Nie grał                                                                          | Nie grał                                                                          | Nie grał                                                                          | Nie grał                                                                          | Nie grał                                                                          |
| 24.                  | 1:3                  | Jastrzębski Węgiel                 | Nie grał                                                                          | Nie grał                                                                          | Nie grał                                                                          | Nie grał                                                                          | Nie grał                                                                          | Nie grał                                                                          | Nie grał                                                                          | Nie grał                                                                          | Nie grał                                                                          | Nie grał                                                                          | Nie grał                                                                          | Nie grał                                                                          | Nie grał                                                                          | Nie grał                                                                          | Nie grał                                                                          | Nie grał                                                                          |
| 25.                  | 3:0                  | Aluron Virtu CMC Zawiercie         | Nie grał                                                                          | Nie grał                                                                          | Nie grał                                                                          | Nie grał                                                                          | Nie grał                                                                          | Nie grał                                                                          | Nie grał                                                                          | Nie grał                                                                          | Nie grał                                                                          | Nie grał                                                                          | Nie grał                                                                          | Nie grał                                                                          | Nie grał                                                                          | Nie grał                                                                          | Nie grał                                                                          | Nie grał                                                                          |
| 26.                  |                      | Asseco Resovia Rzeszów             | Mecz się nie odbył w związku z rozprzestrzenianiem się Pandemii COVID-19 w Polsce | Mecz się nie odbył w związku z rozprzestrzenianiem się Pandemii COVID-19 w Polsce | Mecz się nie odbył w związku z rozprzestrzenianiem się Pandemii COVID-19 w Polsce | Mecz się nie odbył w związku z rozprzestrzenianiem się Pandemii COVID-19 w Polsce | Mecz się nie odbył w związku z rozprzestrzenianiem się Pandemii COVID-19 w Polsce | Mecz się nie odbył w związku z rozprzestrzenianiem się Pandemii COVID-19 w Polsce | Mecz się nie odbył w związku z rozprzestrzenianiem się Pandemii COVID-19 w Polsce | Mecz się nie odbył w związku z rozprzestrzenianiem się Pandemii COVID-19 w Polsce | Mecz się nie odbył w związku z rozprzestrzenianiem się Pandemii COVID-19 w Polsce | Mecz się nie odbył w związku z rozprzestrzenianiem się Pandemii COVID-19 w Polsce | Mecz się nie odbył w związku z rozprzestrzenianiem się Pandemii COVID-19 w Polsce | Mecz się nie odbył w związku z rozprzestrzenianiem się Pandemii COVID-19 w Polsce | Mecz się nie odbył w związku z rozprzestrzenianiem się Pandemii COVID-19 w Polsce | Mecz się nie odbył w związku z rozprzestrzenianiem się Pandemii COVID-19 w Polsce | Mecz się nie odbył w związku z rozprzestrzenianiem się Pandemii COVID-19 w Polsce | Mecz się nie odbył w związku z rozprzestrzenianiem się Pandemii COVID-19 w Polsce |
| Razem                | Razem                | 5                                  | 8                                                                                 | 6                                                                                 | 11                                                                                | 6                                                                                 | 0                                                                                 | 1                                                                                 | 0                                                                                 | 100%                                                                              | 0%                                                                                | 8                                                                                 | 0                                                                                 | 0                                                                                 | 5                                                                                 | 62%                                                                               | 1                                                                                 | 0                                                                                 |

### Puchar Polski

#### Puchar Polski (2021/2022)
| Rozegrane mecze | Rozegrane mecze | Rozegrane mecze                    | Roz. sety | PUNKTY   | ZAGRYWKA | ZAGRYWKA | ZAGRYWKA | PRZYJĘCIE | PRZYJĘCIE | PRZYJĘCIE | PRZYJĘCIE | ATAK     | ATAK     | ATAK     | ATAK     | ATAK     | BLOK     | MVP      |
| Runda           | Wynik           | Przeciwnik                         | Roz. sety | Suma     | Suma     | SP       | ZP       | Suma      | SP        | %dokł     | %perf     | Suma     | SP       | AZ       | ZPA      | %perf    | ZP       | NZM      |
| --------------- | --------------- | ---------------------------------- | --------- | -------- | -------- | -------- | -------- | --------- | --------- | --------- | --------- | -------- | -------- | -------- | -------- | -------- | -------- | -------- |
| 1/16 finału     | 3:0             | BBTS Bielsko-Biała                 | Nie grał  | Nie grał | Nie grał | Nie grał | Nie grał | Nie grał  | Nie grał  | Nie grał  | Nie grał  | Nie grał | Nie grał | Nie grał | Nie grał | Nie grał | Nie grał | Nie grał |
| 1/8 finału      | 3:1             | Cuprum Lubin                       | 4         | 9        | 14       | 3        | 0        | 0         | 0         | -         | -         | 10       | 0        | 1        | 6        | 60%      | 3        |          |
| Ćwierćfinał     | 3:1             | GKS Katowice                       | 4         | 12       | 17       | 6        | 1        | 1         | 0         | 0%        | 0%        | 10       | 0        | 0        | 8        | 80%      | 3        |          |
| Półfinał        | 3:1             | Grupa Azoty ZAKSA Kędzierzyn-Koźle | 4         | 4        | 14       | 4        | 1        | 3         | 0         | 33%       | 0%        | 9        | 0        | 1        | 3        | 33%      | 0        |          |

#### Puchar Polski (2020/2021)
| Rozegrane mecze | Rozegrane mecze | Rozegrane mecze    | Roz. sety | PUNKTY | ZAGRYWKA | ZAGRYWKA | ZAGRYWKA | PRZYJĘCIE | PRZYJĘCIE | PRZYJĘCIE | PRZYJĘCIE | ATAK | ATAK | ATAK | ATAK | ATAK  | BLOK | MVP |
| Runda           | Wynik           | Przeciwnik         | Roz. sety | Suma   | Suma     | SP       | ZP       | Suma      | SP        | %dokł     | %perf     | Suma | SP   | AZ   | ZPA  | %perf | ZP   | NZM |
| --------------- | --------------- | ------------------ | --------- | ------ | -------- | -------- | -------- | --------- | --------- | --------- | --------- | ---- | ---- | ---- | ---- | ----- | ---- | --- |
| Ćwierćfinał     | 3:1             | PGE Skra Bełchatów | 4         | 5      | 15       | 0        | 0        | 1         | 0         | 0%        | 0%        | 4    | 0    | 0    | 3    | 75%   | 2    |     |
| Półfinał        | 0:3             | Jastrzębski Węgiel | 3         | 3      | 11       | 2        | 0        | 3         | 0         | 67%       | 67%       | 5    | 0    | 0    | 3    | 60%   | 0    |     |
| Razem           | Razem           | 2                  | 7         | 8      | 26       | 2        | 0        | 4         | 0         | 33%       | 33%       | 9    | 0    | 0    | 6    | 67%   | 2    | 0   |

#### Puchar Polski (2019/2020)[17]
| Rozegrane mecze | Rozegrane mecze | Rozegrane mecze                    | Roz. sety                                                                         | PUNKTY                                                                            | ZAGRYWKA                                                                          | ZAGRYWKA                                                                          | ZAGRYWKA                                                                          | PRZYJĘCIE                                                                         | PRZYJĘCIE                                                                         | PRZYJĘCIE                                                                         | PRZYJĘCIE                                                                         | ATAK                                                                              | ATAK                                                                              | ATAK                                                                              | ATAK                                                                              | ATAK                                                                              | BLOK                                                                              | MVP                                                                               |
| Runda           | Wynik           | Przeciwnik                         | Roz. sety                                                                         | Suma                                                                              | Suma                                                                              | SP                                                                                | ZP                                                                                | Suma                                                                              | SP                                                                                | %dokł                                                                             | %perf                                                                             | Suma                                                                              | SP                                                                                | AZ                                                                                | ZPA                                                                               | %perf                                                                             | ZP                                                                                | NZM                                                                               |
| --------------- | --------------- | ---------------------------------- | --------------------------------------------------------------------------------- | --------------------------------------------------------------------------------- | --------------------------------------------------------------------------------- | --------------------------------------------------------------------------------- | --------------------------------------------------------------------------------- | --------------------------------------------------------------------------------- | --------------------------------------------------------------------------------- | --------------------------------------------------------------------------------- | --------------------------------------------------------------------------------- | --------------------------------------------------------------------------------- | --------------------------------------------------------------------------------- | --------------------------------------------------------------------------------- | --------------------------------------------------------------------------------- | --------------------------------------------------------------------------------- | --------------------------------------------------------------------------------- | --------------------------------------------------------------------------------- |
| Ćwierćfinał     | 3:2             | Jastrzębski Węgiel                 | 2                                                                                 | 1                                                                                 | 0                                                                                 | 0                                                                                 | 0                                                                                 | 0                                                                                 | 0                                                                                 | -                                                                                 | -                                                                                 | 0                                                                                 | 0                                                                                 | 0                                                                                 | 0                                                                                 | 0%                                                                                | 1                                                                                 |                                                                                   |
| Półfinał        |                 | Grupa Azoty ZAKSA Kędzierzyn-Koźle | Mecz się nie odbył w związku z rozprzestrzenianiem się Pandemii COVID-19 w Polsce | Mecz się nie odbył w związku z rozprzestrzenianiem się Pandemii COVID-19 w Polsce | Mecz się nie odbył w związku z rozprzestrzenianiem się Pandemii COVID-19 w Polsce | Mecz się nie odbył w związku z rozprzestrzenianiem się Pandemii COVID-19 w Polsce | Mecz się nie odbył w związku z rozprzestrzenianiem się Pandemii COVID-19 w Polsce | Mecz się nie odbył w związku z rozprzestrzenianiem się Pandemii COVID-19 w Polsce | Mecz się nie odbył w związku z rozprzestrzenianiem się Pandemii COVID-19 w Polsce | Mecz się nie odbył w związku z rozprzestrzenianiem się Pandemii COVID-19 w Polsce | Mecz się nie odbył w związku z rozprzestrzenianiem się Pandemii COVID-19 w Polsce | Mecz się nie odbył w związku z rozprzestrzenianiem się Pandemii COVID-19 w Polsce | Mecz się nie odbył w związku z rozprzestrzenianiem się Pandemii COVID-19 w Polsce | Mecz się nie odbył w związku z rozprzestrzenianiem się Pandemii COVID-19 w Polsce | Mecz się nie odbył w związku z rozprzestrzenianiem się Pandemii COVID-19 w Polsce | Mecz się nie odbył w związku z rozprzestrzenianiem się Pandemii COVID-19 w Polsce | Mecz się nie odbył w związku z rozprzestrzenianiem się Pandemii COVID-19 w Polsce | Mecz się nie odbył w związku z rozprzestrzenianiem się Pandemii COVID-19 w Polsce |